# Новоарсланбеково
Новоарсланбе́ково (рос. Новоарсланбеково, башк. Яңы Арыҫланбәк) — присілок у складі Туймазинського району Башкортостану, Росія. Входить до складу Сайрановської сільської ради.
Населення — 150 осіб (2010; 130 у 2002).
Національний склад:
- башкири — 88 %

У присілку народився татарський письменник Газі Кашшаф (1907-1975).